# 因戈尔施塔特方济各会教堂
因戈尔施塔特方济各会教堂（Franziskanerkirche Mariä Himmelfahrt）是一座罗马天主教宗座圣殿，位于德国因戈尔施塔特，哥特式.现在是因戈尔施塔特修道院的修道院教堂，自2006年以来一直是嘉布遣会修道院。它长71.7米，宽20.65米，高28.6米。该堂没有钟楼。
1964年6月1日，该堂由教宗保禄六世升格为宗座圣殿。